# Helge Meeuw
Helge Meeuw (né le 29 août 1984 à Wiesbaden) est un nageur allemand en activité spécialiste du dos et du papillon.

## Biographie
Ses parents Folkert Meeuw et Jutta Weber, également excellents nageurs, ont participé, entre autres, aux Jeux olympiques d'été de 1968 et de 1972 (pour son père), de 1972 et de 1976 (pour sa mère).
Il a vécu à Windhoek en Namibie de 1985 à 1989. Il poursuit ses études secondaires au Gymnasium Oranienschule (de) de Wiesbaden et obtient son baccalauréat en 2004.
Il fait ses débuts internationaux en compétition aux Championnats du monde 2003 à Barcelone où il s'aligne dans les courses du 200 m dos et 200 m brasse, sans toutefois atteindre la finale. Après ces championnats, il décide de se consacrer plus particulièrement à la discipline de la nage papillon.
Il est champion allemand du 200 m papillon en 2004 et du 100 m papillon en 2005 puis, dans ces mêmes courses lors des Jeux olympiques d'été de 2004 à Athènes, il est éliminé en demi-finales.
En 2006 à Berlin, aux championnats d'Allemagne, il remporte le titre des 50, 100 et 200 m dos, 100 et 200 m papillon. Ces cinq victoires, une première dans l'histoire de la natation allemande, lui vaudront le surnom de Général cinq étoiles.
Il atteint enfin une finale des Championnats du monde, celle du 200 m papillon à Montréal en 2005, mais il termine seulement à la 7e place.
Il est champion d'Europe du 50 m dos en 2006 à Budapest ; détenteur du record d'Europe des 100 et 200 m dos, il est le cofavori de ces deux courses des championnats d'Europe mais il déçoit en ne terminant, respectivement, que 7e et 5e.
En 2012, il revient au premier plan en obtenant l'argent sur le 100 m dos aux Championnats d'Europe 2012 à Debrecen, il déçoit cependant sur la distance inférieure en ne se qualifiant pas pour la finale.

## Palmarès

### Jeux olympiques
- Jeux olympiques de 2004 à Athènes (Grèce) :
  -  Médaille d'argent au titre du relais 4 × 100 m quatre nages (participe aux séries).

### Championnats du monde
Grand bassin
- Championnats du monde 2003 à Barcelone (Espagne) :
  -  Médaille de bronze au titre du relais 4 × 200 m nage libre (participe aux séries).
- Championnats du monde 2009 à Rome (Italie) :
  -  Médaille d'argent du 100 m dos (52 s 54).
  -  Médaille d'argent au titre du relais 4 × 100 m quatre nages (3 min 28 s 58).
- Championnats du monde 2011 à Shanghai (Chine) :
  -  Médaille de bronze au titre du relais 4 × 100 m quatre nages (3 min 32 s 60).

Petit bassin
- Championnats du monde 2006 à Shanghai (Chine) :
  -  Médaille de bronze du 50 m dos (24 s 01).
  -  Médaille de bronze du 100 m dos (51 s 63).

### Championnats d'Europe
Grand bassin
- Championnats d'Europe 2006 à Budapest (Hongrie) :
  -  Médaille d'or du 50 m dos (25 s 26)
- Championnats d'Europe 2012 à Debrecen (Hongrie) :
  -  Médaille d'argent du 100 m dos (54 s 06)
  -  Médaille d'argent au titre du relais 4 × 100 m quatre nages (3 min 34 s 41).

Petit bassin
- Championnats d'Europe 2004 à Vienne (Autriche) :
  -  Médaille de bronze du 50 m dos (24 s 52).
- Championnats d'Europe 2005 à Trieste {Italie} :
  -  Médaille d'argent du 200 m papillon (1 min 52 s 49).
- Championnats d'Europe 2006 à Helsinki (Finlande) :
  -  Médaille d'or du 50 m dos (23 s 70).
  -  Médaille d'or au titre du relais 4 × 50 m quatre nages (1 min 34 s 06).
  -  Médaille d'argent du 100 m dos (51 s 16).
  -  Médaille d'argent du 200 m dos (1 min 53 s 45).
- Championnats d'Europe 2007 à Debrecen (Hongrie) :
  -  Médaille d'argent du 50 m dos (23 s 59).
  -  Médaille de bronze du 100 m dos (51 s 56).
- Championnats d'Europe 2008 à Rijeka (Croatie) :
  -  Médaille de bronze du 100 m dos (50 s 89).

## Records

### Records personnels
Ce tableau détaille les records personnels en grand bassin de Helge Meeuw.
| Épreuve        | Temps         | Compétition                              | Lieu              | Date       |
| 50 m dos       | 24 s 59       | Championnats du monde 2009 (demi-finale) | Rome, Italie      | 01/08/2009 |
| 100 m dos      | 52 s 27       | Championnats du monde 2009               | Rome, Italie      | 02/08/2009 |
| 200 m dos      | 1 min 56 s 34 | Championnats d'Allemagne 2006            | Berlin, Allemagne | 24/06/2006 |
| 100 m papillon | 51 s 97       | Championnats du monde 2009 (séries)      | Rome, Italie      | 31/07/2009 |
| 200 m papillon | 1 min 56 s 61 | Championnats d'Allemagne 2005            | Berlin, Allemagne | 23/05/2005 |